# پووپ (میسیسیپی)
پووپ (به انگلیسی: Pope) روستایی در ایالت میسیسیپی کشور ایالات متحده آمریکا است که جمعیت آن در سرشماری سال ۲۰۱۰ میلادی، ۲۱۵
نفر بوده‌است.